# Theo Loevendie
Theo Loevendie (født 17. september 1930 i Amsterdam) er en nederlandsk komponist og klarinettist.
Loevendie studerede komposition og klarinet på Conservatorium van Amsterdam. I første omgang fokuserede han på jazzmusik, men fra 1968 skrev han også koncertmusik, herunder operaer, koncerter og kammermusik. Flere af hans kompositioner har vundet priser.
Fra 1970 har han selv undervist i komposition på flere nederlandske konservatorier. Blandt hans elever har været Svitlana Azarova, Matthias Kadar, Vanessa Lann, Petra van Onna, Robin de Raaff, Victor Varela, Sinta Wullur og Evrim Demirel.
Som musiker har han spillet i ensemblerne Consort, Brevis og Theo Loevendie-kvintetten. I 2004 dannede han en ny gruppe, Ziggurat Ensemble. Den består af en blanding af vestlige og ikke-vestlige instrumenter: Erhu, viola da gamba, qanun, stemme, duduk, bas, sækkepibe og slagtøj.